# Харт, Джек (писатель)
Джек Харт – ирландский просветитель, писатель, основатель Союза ирландских писателей и Ирландского центра писателей.

## Биография
Д. Харт родился 1 сентября 1944 года в таунленде Килендафф, недалеко от деревни Иски в графстве Слайго. В девять лет вместе с семьей переехал в поселок Лейнсборо, графство Лонгфорд, где его отец работал в компании Борд-на-Мона. Он посещал начальные школы в Киллиндаффе и Дроморе-Уэсте, графство Слайго, и в Лейнсборо, графство Лонгфорд. Среднее образование получил в Баллилиге, графство Роскоммон и городе Роскоммон. В возрасте восемнадцати лет Джек Харт переехал в Дублин, где он сменил много работ, в том числе был кондуктором автобуса, курьером, лаборантом, служил на гражданской службе и занимался преподаванием. На вечерних курсах в Университетском колледже Дублина он получил степень бакалавра и диплом преподавателя. С 1983 по 2000 год Д. Харт работал директором Общественного колледжа Лукана. В 1986 году Харт основал Союз ирландских писателей. В настоящее время проживает в Дублине.

## Учебники
В период с 1979 по 1991 год Джек Харт написал 24 учебника английского языка для ирландских школ. Они были проданы тиражом более 400 000 экземпляров, и каждый второй ученик, окончивший школы второго уровня в тот период, изучал одну из его книг.

## Рассказы
Харт опубликовал несколько сборников рассказов, получивших признание критиков. Его первый сборник, "Мерфи в преисподней" (Murphy in the Underworld), вышедший в свет в 1986 году, был охарактеризован ирландской Воскресной независимой газетой (Sunday Independent) как «один из самых важных сборников рассказов за последнее время». После публикации его второго сборника в 1996 году, "Птицы и другие хвосты" (Birds and Other Tails), Ирландская независимая ежедневная газета (Irish Independent) отозвалась о работе Харта следующими словами: «замечательный освежающий голос в современной ирландской литературе». Несколько из рассказов этих сборников включены в изданный в 2004 г. сборник "Из-под носа Гоголя" (From Under Gogol's Nose).
Рассказы и сборники Д. Харта были переведены на такие языки как русский, немецкий, болгарский и хинди. Например, сборник "Птицы и избранные истории" (Birds and Other Tails) опубликован на болгарском языке в 2001 году, сборник "Мечта о пирамиде" (Dream of A Pyramid) опубликован на хинди в 2006 году, а сборник "Из-под носа Гоголя" (From Under Gogol's Nose) опубликован на русском языке издательством «Воскресенье» в Москве в 2007 году.
Отдельные рассказы были опубликованы в журналах и антологиях в Ирландии, Великобритании, США, Австралии, Новой Зеландии, Финляндии, Индии, Болгарии и России и были включены во многие школьные учебники.

## Романы
Первый роман Харта, "По следам упаковщика" (In the Wake of the Bagger), был опубликован в 2006 году. Он был заказан Советом графства Слайго в рамках программы ирландского правительства "Процент за искусство" (Per Cent for Art). В романе речь идет о семье Дауд, которая была выселена из своего дома в Киллиендаффе и переселилась на правах экономических мигрантов в ирландские Мидлендсы. Роман раскрывает напряжение между традиционным ирландским образом жизни и новыми реалиями индустриализации в сельской Ирландии. Роман был охарактеризован в Ирландской независимой газете как «одна из величайших книг об Ирландии» и был выбран ирландским поэтом Десом Кенни в качестве одной из его 101 ирландских книг, которые "вы должны прочитать" – выбор Кенни.
Второй роман Харта, "Размышление над смоляной бочкой" (Reflections in a Tar-Barrel), впервые вышел в свет в 2007 году на болгарском языке. Роман о глубоком эмоциональном переживании одиночества, неприятия, поиска истины и справедливости главного героя, Лофти, в ирландской провинции в середине семидесятых годов прошлого столетия. Лофти, которого сегодня бы назвали "со специальными потребностями", заброшен равнодушной матерью и подвергается издевательствам в школе. Когда герой вырастает, несмотря на невозможность быть как все, он успешно продает религиозные товары и даже по воле случая в глазах его покупателей становится избранным Божьей Матерью. Торговец, который ранее владел его бизнесом, обучил его не только мастерству продаж и умению водить фургон, он заложил главное, о чем ни родственники, ни учителя в школе были не осведомлены, что Лофти не слабоумный, он, фигурально выражаясь, «модель, для которой у них нет инструкций», но при этом у любой проблемы всегда есть решение. Отношения, которые он завязывает с проституткой на улицах Парижа, его поиск любви и взаимности, умение услышать и желание помочь другим одиноким мужчинам на западе Ирландии, приводят его к череде событий, которые стремительно ведут к катастрофе. Программа на радио BBC "Книга недели" описала метафору бочки со смолой как «одну из сильных сторон этой жестокой, альтернативной и адски провокационной теологической интерпретации христианской догмы»: «Смесь тьмы и просвещения, печали и надежды – суть романа "Размышления над смоляной бочкой"». Роман был представлен на фестивале искусств Апплония (Applonia), имел сенсационный успех в Болгарии и стал бестселлером. Английская версия была опубликована издательством Скотус Пресс (Scotus Press) в 2008 году. Оригинальная версия романа на английском языке с переводом на русский язык опубликована в 2021 г. издательством Директмедиа Паблишинг.
Третий роман "Распутывая спираль" (Unravelling the Spiral) был опубликован в мае 2023 года. Это повествование о жизни кузена Харта, скульптора Фреда Конлона. Харт и Конлон родились с разницей в десять месяцев в городке Килиндафф, росли вместе и были близкими друзьями до самой смерти Конлона.
Четвертый роман "В грязной лавке старьевщика" (In the Foul Rag-and-Bone Shop) планировался к представлению 11 сентября 2023 года в Дублинском замке в рамках Дублинского книжного фестиваля.

## Организация культурных событий
Джек Харт был организатором культурных событий в Ирландии в 1970-х и 1980-х годах. В 1986 году Харт основал Союз ирландских писателей. В следующем году он получил финансирование от ирландского правительства для создания Ирландского центра писателей. В декабре 2008 года Совет по делам искусств Ирландии отозвал финансирование центра из-за опасений по поводу «соотношения цены и качества услуг для писателей». В 2009 году центр был на грани закрытия. Харт был избран председателем и с помощью других активистов сохранил центр открытым.

## Отношение к русской литературе
Д. Харт в предисловии к русско-английскому изданию книги "Размышление над смоляной бочкой" пишет: «У меня всегда было ощущение, что Ирландия и Россия – это два центра мировой литературы, и я очень этим гордился. Когда же я серьезно занялся чтением, во главе моего списка были русские писатели. Я настолько увлекся русской литературой, что на свою первую зарплату купил серию российской классики. До сих пор я с большим удовольствием читаю книги, которые приходят из России.»
Д. Харт назвал свою дочь Лара в честь героини романа Бориса Пастернака "Доктор Живаго".